# ایومید فولورونسو
ایومید فولورونسو (انگلیسی: Ayomide Folorunso؛ زادهٔ ۱۷ اکتبر ۱۹۹۶) دونده زن اهل ایتالیا است.
وی در مسابقات کشوری و بین‌المللی در مجموع برندهٔ ۲ مدال طلا، ۱ مدال نقره و ۱ مدال برنز شده‌است.